# Frank Mahoney
Frank Mahoney, född 1929, är en friidrottare från Bermuda. Han deltog vid olympiska sommarspelen 1948.